# Beleg van Szigetvár

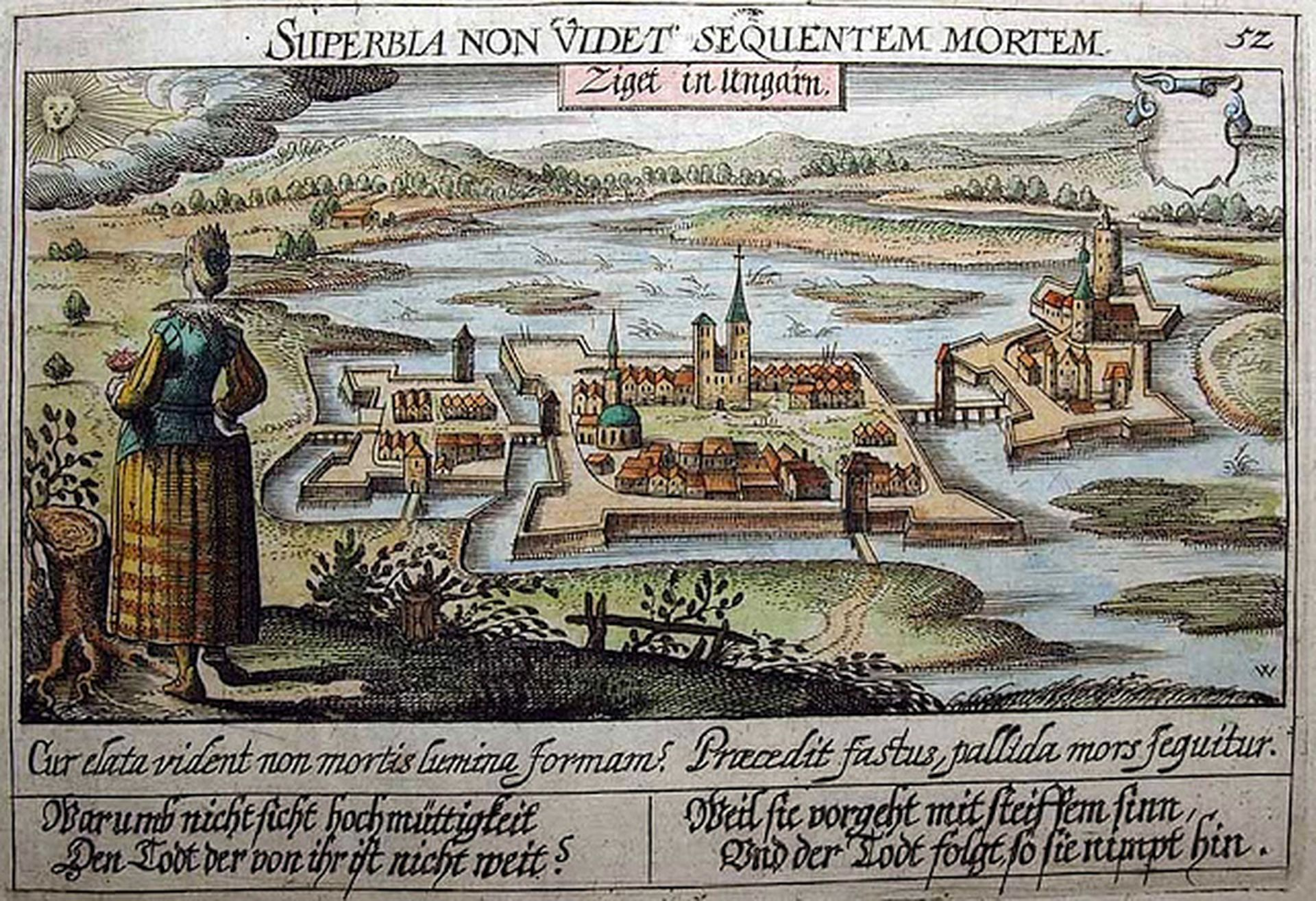
Tekening van de vesting van Szigetvár

De belegering van Szigetvár of de Slag bij Szigeth  (5 augustus tot 8 september 1566) was een belegering van de vesting Szigetvár in het koninkrijk Hongarije door de troepen van het Ottomaanse Rijk onder leiding van sultan Süleyman I. De verdediging van de vesting werd voor de Habsburgers geleid door de Kroatische graaf Nikola Šubić Zrinski. Hoewel de overwinning naar de Ottomaanse troepen ging, zetten zij hun opmars naar Wenen na de belegering niet door.

## De vesting
De vesting van Szigetvár (in het district Baranya in Zuid-Hongarije) bestond uit drie delen: de oude stad, de nieuwe stad en een burcht. De drie delen waren door water van elkaar gescheiden; elk deel was met de andere delen verbonden door bruggen, en met het land door dijken. Muren van aarde en hout beveiligden het kasteel, alleen de toren waar het kruit werd bewaard was van steen gebouwd. De vesting lag in de moerassen van de rivier de Almás, vandaar de Hongaarse naam: sziget ("eiland"). In juni 1556 was de vesting Szigetvár een keer belegerd door de troepen van het Ottomaanse Rijk, maar werd toen bevrijd door een leger onder leiding van Palatijn Nàdasdy en de Kroatische ban (landvoogd) Nikola Šubić Zrinski. In 1557 werd Zrinski benoemd tot commandant van de vesting.

## Voorgeschiedenis
De Habsburgers en de Ottomanen voerden sinds de Slag bij Mohacs in 1526 militaire campagnes tegen elkaar in Hongarije. In deze campagnes leden beide partijen zware verliezen. Na 1552 waren er jarenlang geen Ottomaanse campagnes meer in dit gebied. Op 1 mei 1566 verliet sultan Süleyman I (ook wel: Süleyman de Grote) aan het hoofd van een leger Constantinopel en trok de Balkan in richting Wenen. De vesting van Szigetvár blokkeerde zijn marsroute; hij besloot deze in te nemen en zo ook af te reken met Zrinski en zijn legermacht.

## Het beleg

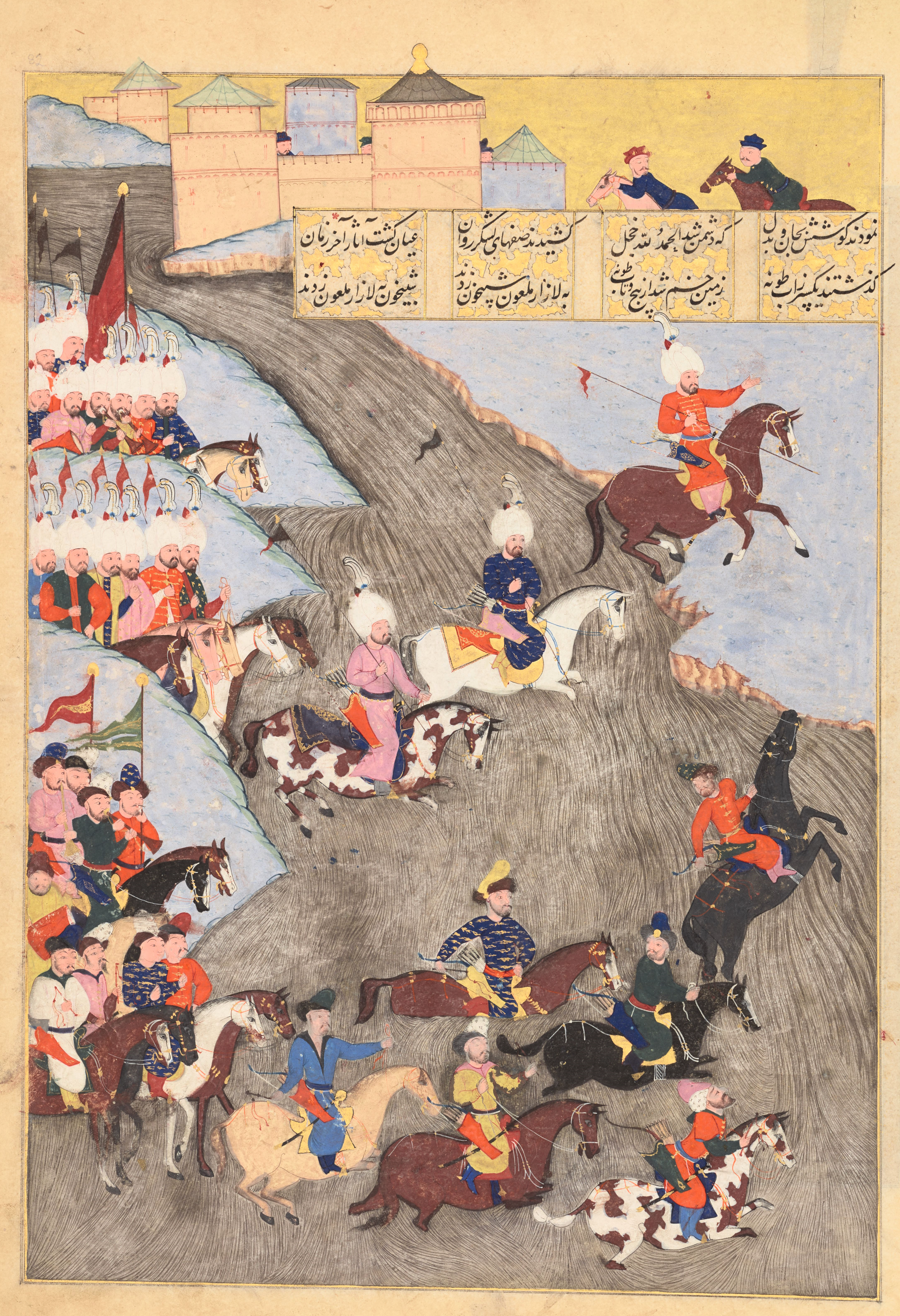
Aanval op Szigetvár door Ottomaanse soldaten

Op 2 augustus 1566 arriveerde de Ottomaanse voorhoede bij Szigetvár; op 5 augustus gevolgd door het leger zelf. Het leger stond formeel onder bevel van de sultan; deze was echter in zeer slechte gezondheid. De sultan bleef tijdens de belegering in het kamp waar hij mondeling verslag kreeg van de voortgang van de strijd. Zijn grootvizier Sokollu Mehmet Paşa was de echte  bevelhebber van de Ottomaanse strijdkrachten
Het Ottomaanse leger dat het beleg opsloeg  bestond uit ten minste 150.000 soldaten met krachtige artillerie. De verdedigende troepenmacht onder leiding van Nikola Šubić Zrinski bestond uit ongeveer 2.300 man. De meerderheid van de verdedigers was Kroatisch; er was een aanzienlijk contingent Hongaren onder zowel de manschappen als de bevelhebbers. Ondanks het feit dat de verdedigers sterk in de minderheid waren, kregen ze geen versterkingen uit Wenen van het keizerlijke leger.
Het beleg begon op 6 augustus toen Süleyman een algemene aanval op de wallen beval, die werd afgeslagen. Na meer dan een maand van strijd trokken de laatste overlevende verdedigers zich terug in de oude stad. De sultan probeerde Zrinski tot overgave te verleiden en bood hem de heerschappij over Kroatië, onder Ottomaans gezag. Graaf Zrinski antwoordde niet en bleef doorvechten. Keizer Maximiliaan was met 80.000 soldaten in de buurt van Győr gelegerd, maar viel de Ottomanen niet aan hoewel dat de druk op Szigetvár zou hebben verlicht.

## De val van de vesting

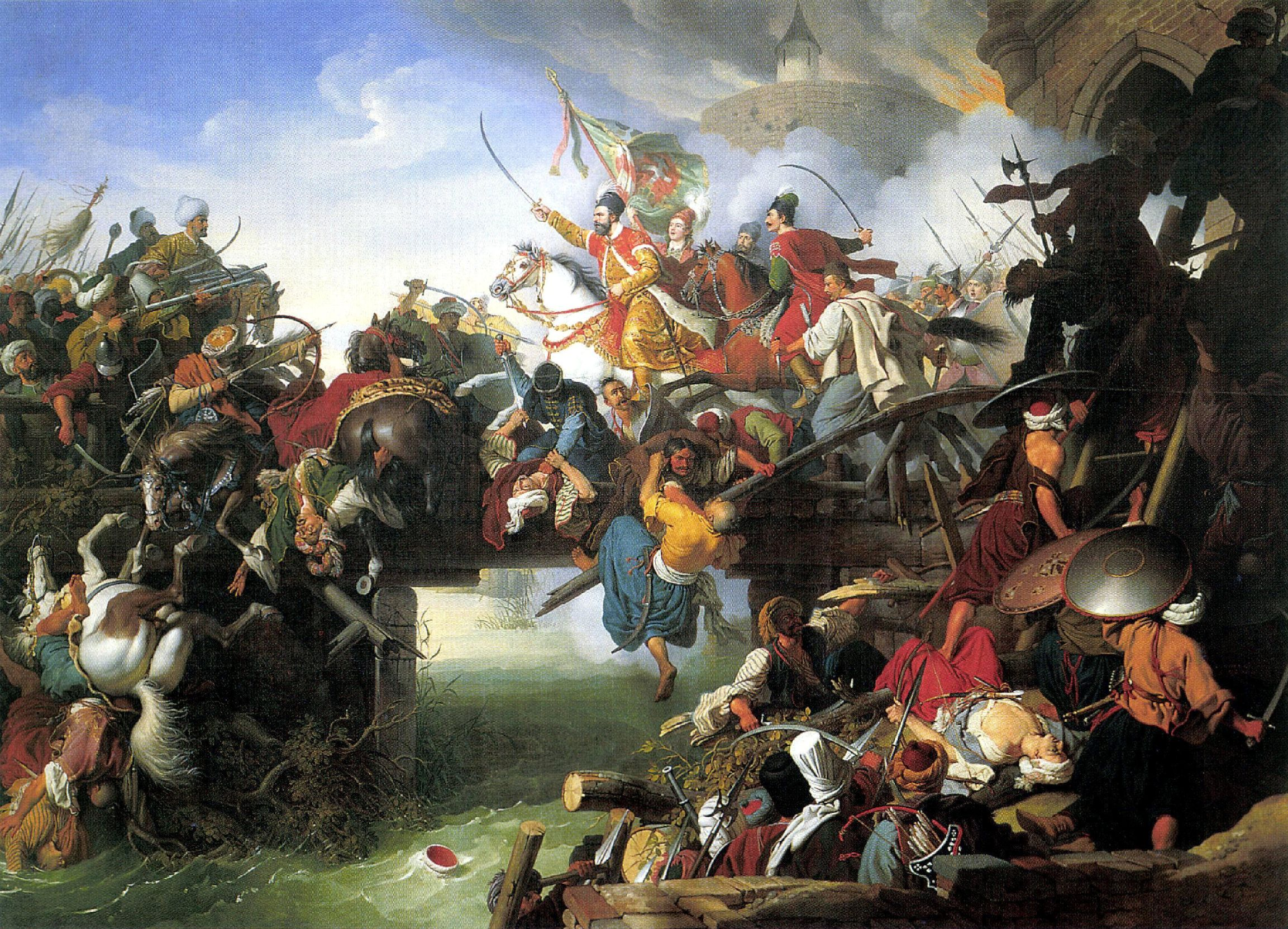
Zrinski leidt de laatste uitval uit de vesting

Op 6 september stierf sultan Süleyman I een natuurlijke dood in zijn tent. Zijn dood werd geheim gehouden omdat de Ottomanen bang waren dat hun soldaten de strijd zouden opgeven als ze wisten dat de sultan was overleden.
De vesting viel op 7 september, de dag na de dood van Süleyman. Tegen die tijd waren de vestingmuren tot puin gereduceerd. In de ochtend begon een frontale aanval met fusillades van kleine wapens, Grieks vuur en  geconcentreerde kanonnades. Spoedig stond de burcht, het laatste bolwerk binnen Szigetvár, in lichterlaaie. Toen de Turken oprukten over een smalle brug, vuurden de verdedigers een grote mortier geladen met gebroken ijzer af, waardoor 600 aanvallers werden gedood. Zrinski leidde vervolgens zijn resterende 600 manschappen in een charge uit het kasteel en werd daarbij gedood.
De Turken namen het kasteel in en de meeste verdedigers werden gedood. Enkele gevangengenomen verdedigers werden vanwege hun moed gespaard door de Janitsaren. Slechts zeven verdedigers slaagden erin door de Ottomaanse linies te ontsnappen. Ook aan de Ottomaanse kant waren er grote verliezen. Drie pasja's, 7.000 Janitsaren en 28.000  soldaten zouden zijn omgekomen. Over het exacte aantal lopen de bronnen uiteen, met schattingen variërend van 20.000-35.000.
De dood van de sultan betekende dat verdere opmars richting Wenen werd uitgesteld, omdat de grootvizier naar Constantinopel moest terugkeren voor de opvolging van de nieuwe sultan, Selim II. Zelfs als Süleyman was blijven leven, had zijn leger niet veel kunnen bereiken in de korte tijd die restte tussen de val van Szigetvár en het invallen van de winter. De langdurige weerstand bij Szigetvár vertraagde de Ottomaanse opmars naar Wenen.

## Gevolgen en herinnering
Na de inname van het fort werd de campagne gestaakt. Tussen de strijdende partijen werd het Verdrag van Adrianopel (1568) gesloten. Het beleg van Szigetvár markeerde een voorlopig einde van de Ottomaanse opmars naar het westen. Wenen zou tot het beleg van Wenen in 1683 niet meer bedreigd worden.
De Franse staatsman kardinaal Richelieu zou de slag hebben omschreven als "de slag die de (westerse) beschaving heeft gered". De slag is nog steeds beroemd in Kroatië en Hongarije en vormde de inspiratie voor zowel het Hongaarse epische gedicht Het beleg van Sziget als de Kroatische opera Nikola Šubić Zrinski.